# HMS Alynbank (F84)
«Аланбенк» (англ. HMS Alynbank (F84) — спеціальний допоміжний корабель ППО Королівського військово-морського флоту Великої Британії часів Другої світової війни.
Судно «Аланбенк» закладене як вантажне судно на верфі Harland & Wolff Ltd у Говані. 15 січня 1925 року його спустили на воду, а 22 червня 1939 року увійшло до складу компанії Bank Line Ltd торговельного флоту Британії. Але, невдовзі після початку війни в Європі, адміралтейство вимагало більшого числа допоміжних кораблів і суден, тому 12 жовтня 1939 року включили до складу Королівських ВМС Великої Британії, а у квітні 1940 року після переоснащення «Аланбенк» перетворили на домоіжний корабель ППО. Судно брало участь у бойових діях на морі в Другій світовій війні, залучалося до супроводу арктичних конвоїв.
9 червня 1944 року з метою забезпечення висадки морського десанту в Нормандії «Аланбенк» був потоплений як блокшип комплексу «Малберрі» поблизу Арронманша біля плацдарму «Голд».

## Історія

### 1942
У травні 1942 року «Аланбенк» входив до сил ескорту великого конвою PQ 16, який супроводжував 35 транспортних суден (21 американське, 4 радянські, 8 британських, 1 голландське та одне під панамським прапором) до Мурманська від берегів Ісландії зі стратегічними вантажами і військовою технікою з США, Канади і Великої Британії. Його супроводжували 17 ескортних кораблів союзників, до острова Ведмежий конвой прикривала ескадра з 4 крейсерів і 3 есмінців.